# Samnaun
Samnaun là tên một rặng núi thuộc rặng Alpes orientales centrales, nằm ở biên giới giữa bang Tyrol của Áo và bang Graubünden của Thụy Sĩ, phía tả ngạn sông Inn. Rặng núi này được đặt theo tên thị xã Samnaun của Thụy Sĩ.
Rặng Samnaun được bao quanh bởi các rặng Alpes de Lechtalở phía bắc, Alpes Ötztal ở phía đông, dãy núi Sesvenna ở phía nam, rặng Silvretta ở phía tây nam và rặng Verwall cùng sông Trisanna ở phía tây bắc.

## Các ngọn núi chính
- Muttler 3.293 m (10.804 ft)
- Piz Tschütta 3.258 m (10.689 ft)
- Vesilspitze 3.115 m (10.220 ft)
- Piz Rots 3.097 m (10.161 ft)
- Vesulspitze 3.092 m (10.145 ft)
- Hexenkopf 3.038 m (9.968 ft)
- Bürkelkopf 3.033 m (9.951 ft)
- Gemspleiskopf 3.017 m (9.899 ft)
- Rothbleiskopf 2.938 m (9.640 ft)

## Các trạm thể thao mùa đông

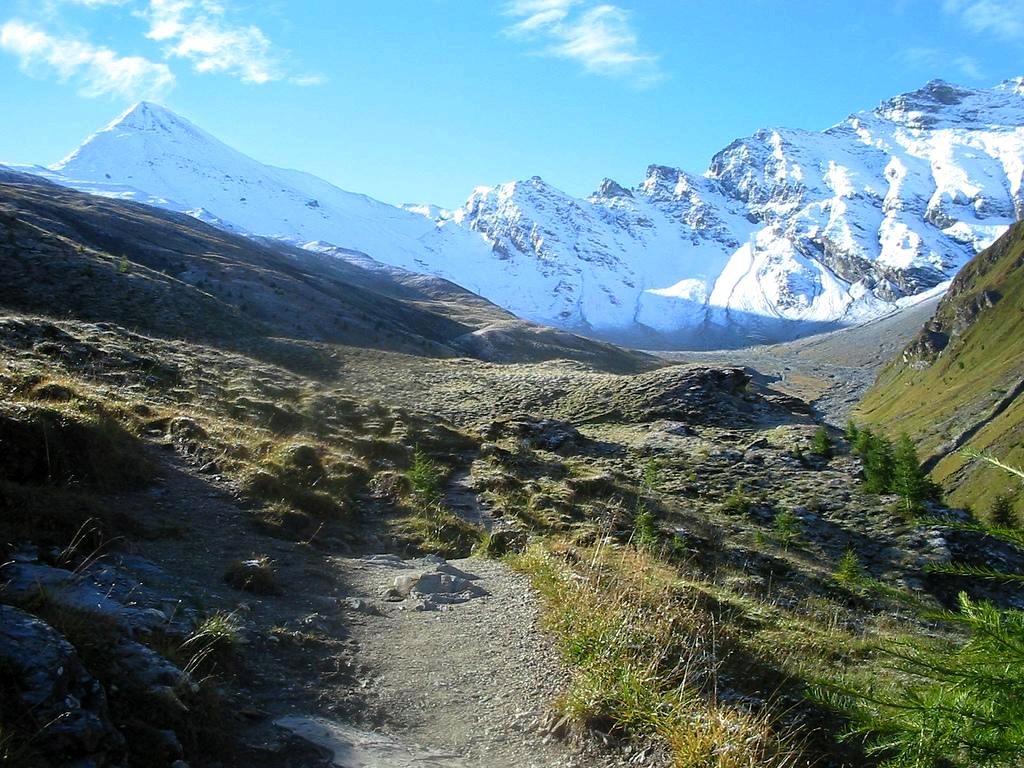
Muttler (bên trái) và Piz Tschütta (bên phải)

- Fiss
- Ischgl
- Ladis
- Landeck
- Samnaun
- See
- Serfaus

## Các nhà tạm trên núi
- Alp Trida, 2.263 m
- Ascher Hütte, 2.256 m
- Bodenhaus, 1.848 m
- Flathhütte, 2.023 m
- Hexenseehütte, 2.588 m
- Kölner Haus, 1.965 m